# Istočnoatlantski letni put
Istočnoatlantski letni put je migracijska ruta koju koristi oko 90 milijuna ptica godišnje, prolazeći iz područja njihovog razmnožavanja u SAD-u, Kanadi, Grenlandu, Islandu, Sibiru i sjevernoj Europi do područja zimovanja u zapadnoj Europi i dalje u južnoj Africi. To je jedan od osam glavnih letnih putova koje koriste ptice močvarice i obalne ptice. Migranti slijede ortodromu, koja je kraća, ali zahtjevnija. Kada su izbjegavali barijere koje stvaraju pustinja Sahara i gorje Atlas, škanjci osaši su pre-kompenzirali vjetrove na koje su očekivali da će se susresti, te su išli dužim putem nego što je bilo potrebno.
Wetlands International identificirao je ključna mjesta na letnoj stazi u projektu Wings Over Wetlands. Važna mjesta na putu su:
- Jezero Ladoga (Sjeverozapadni savezni okrug, Rusija)
- Haapsalu, Nacionalni park Matsalu (Estonija)
- Delta Njemena (pokazno mjesto u Litvi)
- Vadensko more (Nizozemska, Njemačka, Danska)
- Rezervat Vendée (Francuska)
- Nacionalni park Doñana (Španjolska)
- Merja Zerga (Maroko)
- Nacionalni park Banc d'Arguin ( Mauretanija)
- Diawling-Djoudj (Senegal, Mauretanija)
- Saloum-Niumi (Senegal, Gambija)
- Otočje Bissagos (Gvineja Bisau)

Put je privukao pozornost 2000-ih kada je otkriveno da su ptice koje su koristile tu rutu nosile podtip H5N1 virusa influence A, uzročnika ptičje gripe.